# Godoria
Godoria, ou Goddoria, est un marais à mangroves de Djibouti, au sud de la mer Rouge, située dans le district d'Obock au nord-est du pays.
Avec près de 8 000 ha, Godoria est la plus importante mangrove de Djibouti.

## Opération Godoria
Godoria est aussi le nom d'une opération de secours organisée par l'armée française du 26 mai 1991 au 12 juin 1991, lorsque plusieurs milliers de réfugiés éthiopiens se réfugient dans le nord de la république de Djibouti, fuyant la guerre dans leur pays lors de l’effondrement du régime Mengistu.